# IV Cimera Amazònica
La IV Cimera Amazònica és una cimera internacional que va tenir lloc a Belém entre el 8 i el 9 d'agost del 2023. Hi van assistir representants dels nou Estats membres de l'Organització del Tractat de Cooperació Amazònica, fronterers amb l'Amazònia.
El tema principal a tractar era la protecció de la biodiversitat del dit territori. Segueix les cimeres gestionades per la mateixa entitat el 1988, el 1992 i el 2009, desenvolupades entorn de la mateixa qüestió. En aquest cas, el president del Brasil Luiz Inácio Lula da Silva va impulsar la trobada.

## Antecedents
Un mes abans, es va fer una reunió preparatòria a la ciutat colombiana de Leticia, en la qual es va parlar d'estratègies per a revertir la desforestació de l'Amazones. Aquest fenomen ha afavorit el pasturatge i la mineria i, de retruc, la criminalitat per part de màfies transnacionals en detriment dels pobles indígenes que habiten la zona.
Com a part de l'organització prèvia, també es van dur a terme els Diàlegs Amazònics, en què els membres dels pobles originaris de l'Amazònia van coordinar reivindicacions, la cabdal de les quals la representació en els debats polítics.

## Fets
Concretament, hi van ser presents Luiz Inácio Lula da Silva, Dina Boluarte, Luis Arce, Gustavo Petro, Mark Phillips, Gustavo Manrique, Delcy Rodríguez, Albert Ramdin i Brigitte Collet en representació del Brasil, el Perú, Bolívia, Colòmbia, Guyana, l'Equador, Veneçuela, el Surinam i la Guaiana Francesa, respectivament. Tot i que hi van ser convidats, no van poder-hi ser els líders sud-americans Nicolás Maduro, Chan Santokhi, Guillermo Lasso i Irfaan Ali, ni tampoc Emmanuel Macron, en tant que president de França. A més, en la segona jornada es van sincronitzar amb els governs de la República del Congo, la República Democràtica del Congo, Indonèsia i Saint Vincent i les Grenadines, atès que també disposen de boscos tropicals als territoris que els corresponen, com la Conca del Congo.
En la cimera, el Brasil va proposar que cada país presentés un pla d'acció i crear un panell científic comú per a compartir dades actualitzades per a assolir els tres objectius principals: la protecció de la selva amazònica i dels pobles indígenes, el combat de les desigualtats socials i el reforç de la democràcia arreu de la regió.

## Resultats
El primer dia es va signar una declaració composta de 113 propostes, que no assegurava el fre de la desforestació a l'Amazònia abans del 2030. De fet, no preveia cap termini, dotació econòmica ni cap acord específic. En tot cas, es van comprometre a la cooperació regional per a evitar d'arribar a un punt de no-retorn.
En acabat, van emetre el comunicat de deu punts «Units pels nostres boscos», en què van tornar a expressar crítiques als països més desenvolupats. D'afegitó, van convidar al diàleg altres nacions amb boscos tropicals de cara a fòrums internacionals posteriors, com ara la 28a Conferència de les Nacions Unides sobre el Canvi Climàtic del 2023 a Dubai.